# Абганерове (Октябрський район)
Абгане́рове — сільський населений пункт в Октябрському районі Волгоградської області Росії, центр Абганеровського сільського поселення .

## Географія
Село розташоване в степовій місцевості в долині річки Аксай Єсауловскій за 47 кілометрів на північний схід від селища Жовтневий біля автодороги Волгоград—Сальськ, кінцевий пункт автодороги Садове—Абганерове. Найближча залізнична станція Абганерове розташована за 8 кілометрах на північний захід від села.

## Історія
Особливо інтенсивно калмицькі землі стали заселятися селянами з початку XIX століття. Одним із сіл, заснованих у цей час, стало Абганерове. Село засноване в 1812 році переселенцями з України в північній частині Малодербетовського улусу Калмицького степу. До Жовтневого перевороту село відносилось до Черноярському повіту Астраханської губернії. З 1920 року — у складі Царицинської губернії, з 1928 року — Нижньо-Волзької області, Сталінградського округу Нижньо-Волзького краю, з 1935 року — Сталінградської області.
У роки Німецько-радянської війни село було ареною запеклих боїв. Тут проходив середній обвід оборонного рубежу Сталінграда. Бої за Абганерове тривали 17 днів — село кілька разів переходило з рук в руки.
В кінці 1943 року за безпідставним звинуваченням були примусово виселені калмицькі сім'ї, які проживали в селі.

## Населення
| 2010 | 2012  | 2013  | 2014  | 2015  | 2016  | 2017  |
| ---- | ----- | ----- | ----- | ----- | ----- | ----- |
| 1752 | ↘1720 | ↘1715 | ↘1671 | ↘1664 | ↘1644 | ↘1631 |